# Кипурио
Кипурио (на гръцки: Κηπουρείο) е село в Република Гърция, дем Гревена, област Западна Македония.

## География
Селото е разположено на 868 m надморска височина на 20-ина километра югозападно от град Гревена, в източните поли на планината Пинд. Простира се на няколко километра от дясната (южна) страна на река Венетикос. Непосредствано на изток от селото минава магистралата Егнатия одос. В землището на Кипурио са разположени останките от бившето село Лангадия (Забантос). Към него гравитира и бившето село Георгица (Агиос Георгиос), което административно спада към дем Гревена.

## История

### В Османската империя
По времето на османското владичество през него минава основният път Янина-Гревена-Солун-Цариград, поради което става важно кираджийско селище. От средата на XVIII век в него функционира гръцко начално училище.
В края на XIX век Кипурио е гръцко християнско село в югозападната част на Гребенската каза на Османската империя. Според статистиката на Васил Кънчов („Македония. Етнография и статистика“) през 1900 година в Кипурио живеят 600 гърци християни.
На Етнографската карта на Битолския вилает на Картографския институт в София от 1901 година Кипарио е чисто гръцко село в Гревенската каза на Серфидженския санджак със 116 къщи.
Според статистика на Серфидженския санджак на гръцкото консулство в Еласона от 1904 година в Кипурго (Κηπουργό), Гревенска каза, живеят 520 гърци елинофони християни.

### В Гърция
През Балканската война в 1912 година в селото влизат гръцки части и след Междусъюзническата в 1913 година Кипурио влиза в състава на Кралство Гърция.
Населението произвежда жито и картофи, като се занимава частично и със скотовъдство.
В Кипурио функционира начално училище. Годишният селски събор се провежда на 26 юли и съвпада с храмовия празник на църквата „Света Параскева“. На Духовден се провежда събора на манастира „Горгяни“.
В района на селото има три църкви: „Свети Николай“, „Свети Атанасий“ и „Света Параскева“. На няколко километра на запад се намира Горгянският манастир, построен в началото на XX век.
| Име      | Име       | Ново име       | Ново име        | Описание                    |
| -------- | --------- | -------------- | --------------- | --------------------------- |
| Раскифта | Ρασκίφτα  | Палиохори      | Παλαιοχώρι      | връх (798 m) СЗ от Кипурио  |
| Факьоли  | Φακιόλι   | Мандила        | Μαντήλα         | връх (1233 m) ЮЗ от Кипурио |
| Казанас  | Καζανάς   | Палиокалива    | Παλαιοκάλυβα    | местност З от Кипурио       |
| Цупани   | Τσουπάνι  | Воскос         | Βοσκός          | връх ЮЗ от Кипурио          |
| Горяни   | Γόργιαννη | Монастири      | Μοναστήρι       | местност ЮЗ от Кипурио      |
| Казани   | Καζάνι    | Килома         | Κοίλωμα         | връх ЮИ от Кипурио          |
| Вланка   | Βλάνκα    | Камбос ту Ника | Κάμπος τού Νίκα | връх Ю от Кипурио           |

| Година    | 1913 | 1920 | 1928 | 1940 | 1951 | 1961 | 1971 | 1981 | 1991 | 2001 | 2011 | 2021 |
| --------- | ---- | ---- | ---- | ---- | ---- | ---- | ---- | ---- | ---- | ---- | ---- | ---- |
| Население | 683  | 562  | 723  | 900  | 1100 | 741  | 533  | 500  | 302  | 437  | 206  | 125  |